# 9465 Fergusonsam
9465 Fergusonsam è un asteroide della fascia principale. Scoperto nel 1998, presenta un'orbita caratterizzata da un semiasse maggiore pari a 3,0412499 au e da un'eccentricità di 0,1000157, inclinata di 11,01900° rispetto all'eclittica.